# Kenneth Sitzberger
Kenneth Robert "Ken" Sitzberger, född 13 februari 1945 i Cedar Rapids, Iowa, död 2 januari 1984 i Coronado, Kalifornien, var en amerikansk simhoppare.
Sitzberger blev olympisk guldmedaljör i svikthopp vid sommarspelen 1964 i Tokyo.